# Pierce Brosnan

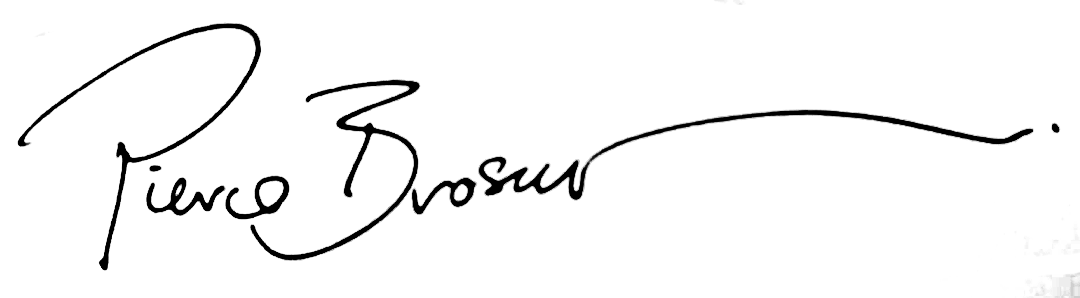
Autógrafo.

Pierce Brendan Brosnan OBE (Drogheda, 16 de maio de 1953) é um ator e produtor irlandês, famoso por interpretar no cinema o papel de James Bond em quatro filmes da série do agente 007 criado por Ian Fleming.

## Infância
Pierce Brendan Brosnan é filho único de pais separados que viveu até os onze anos num internato irlandês enquanto sua mãe trabalhava em Londres, após seu pai abandonar a família. Em 1964 juntou‐se à mãe e a seu novo padrasto - que se transformou na figura paterna e que o levaria para ver o primeiro filme de James Bond no cinema, Goldfinger - e cursou a escola secundária pública em Putney, na zona oeste de Londres, onde era chamado de “Irlandês”.

## Começo de carreira
Após a escola, desejando ser artista, Pierce começou a fazer ilustrações comerciais e durante três anos cursou uma escola londrina de artes dramáticas. A partir de 1975 começou a participar de pequenas peças no teatro londrino até causar furor com o papel de Mac Cabe em The Red Devil Battery Sign de Tennessee Williams, que lhe mandou um telegrama de agradecimento pela sua atuação na estreia da peça.
Até o começo dos anos 80 Brosnan continuaria atuando em pequenos filmes, mas foi na televisão que se transformaria num astro dos dois lados do Atlântico, ao fazer o papel título da série de TV Remington Steele, de grande audiência e popularidade tanto nos EUA quanto na Grã-Bretanha. O sucesso do seriado de detetives e sua presença nela lhe deram a primeira oportunidade de ser convidado para o papel de James Bond pelo produtor Albert Broccoli, mas o contrato com a rede NBC impediu que aceitasse o convite.
Isso não impediu, porém, que Brosnan começasse a fazer papéis melhores e em filmes de mais sucesso como The Fourth Protocol (O Quarto Protocolo), com Michael Caine e Uma Babá Quase Perfeita, com Robin Williams e Sally Field.

## James Bond

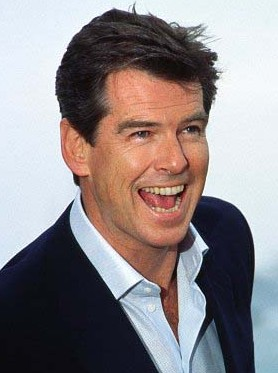
Brosnan em 2005

A primeira ligação de Piece Brosnan com James Bond se deu em 1981 através de sua primeira mulher, a atriz Cassandra Harris, a quem foi visitar nas filmagens de 007 Somente Para Seus Olhos, ainda com Roger Moore no papel de Bond e quando Pierce tinha apenas 28 anos. Ao vê‐lo no set, Broccoli teria comentado: "se este cara souber atuar, ele é meu próximo Bond". Com a aposentadoria de Moore em 1986, Brosnan foi novamente convidado, mas os produtores de Remington Steele, que ainda o tinham sob contrato, resolveram fazer mais uma temporada da série na TV impedindo que ele aceitasse o papel, que foi então entregue a Timothy Dalton, ator galês de formação teatral.
Em 1994, depois de um hiato de quase seis anos na produção de filmes de James Bond devido a batalhas judiciais sobre a propriedade da franquia, Dalton, que havia feito dois filmes da série, sendo que o segundo foi um fracasso comercial, desistiu do papel abrindo então o caminho para que Brosnan assumisse o smoking do espião de Sua Majestade em 007 contra GoldenEye, o filme que ressuscitaria, para o público e para a crítica, a combalida série do agente secreto britânico.
Sua escolha para o papel fechou um círculo para o ator, que declarou à imprensa na época que o primeiro filme que havia visto foi Goldfinger e que Sean Connery foi o homem que o inspirou a seguir a carreira artística.
Entre 1995 e 2002, Pierce Brosnan atuou como James Bond em quatro filmes da série 007: (007 Contra GoldenEye, O Amanhã Nunca Morre - que não satisfez o ator -, O Mundo Não é o Bastante e Um Novo Dia para Morrer), trazendo rejuvenescimento para o papel, quebrando recordes seguidos de bilheteria e transformando‐se num astro mundial do cinema. Consciente do perigo de ficar estereotipado apenas como 007, fez questão em seu contrato de que pudesse fazer filmes diferentes entre os filmes da série e trabalhou em sucessos como Marte Ataca!, O Inferno de Dante, O Alfaiate do Panamá e a refilmagem de Crown, o Magnífico, grande sucesso dos anos 60 com Steve McQueen e Faye Dunaway, agora Thomas Crown - A Arte do Crime com ele e Rene Russo, interpretando personagens bastante diversos entre si.

### Era pós James Bond

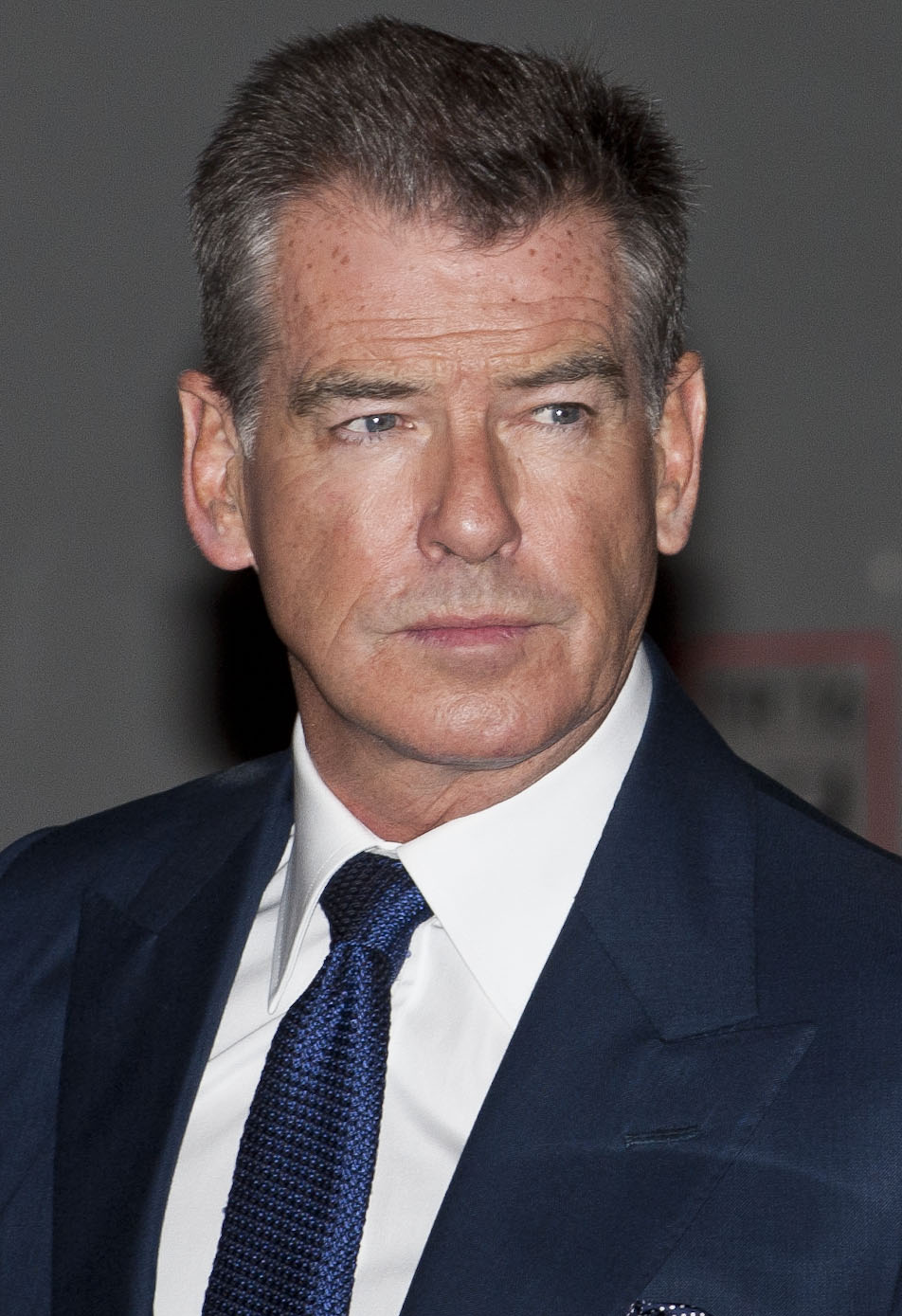
Pierce no Festival de Berlim, em 2014

Em 2004, enquanto a imprensa mundial se perguntava se Brosnan, com apoio dos fãs e da crítica, faria um quinto filme da série após seu contrato para quatro filmes ter terminado, uma onda de boatos assolou a indústria do cinema e os tabloides ingleses sobre seu destino, ora sendo noticiado que ele continuaria, ora que ele tinha desistido ou sido descartado, ora que um ator mais novo seria contratado para seu lugar, com diversas declarações desencontradas do próprio ator e dos produtores da série. Finalmente, em outubro de 2005, os boatos acabaram com o anúncio do fim da carreira de Pierce Brosnan como James Bond e a contratação de Daniel Craig para o papel.
Seu primeiro filme pós‐Bond foi Laws of Attraction (Leis da Atração), uma comédia romântica com Julianne Moore, seguida de The Matador (O Matador), em que satirizava um assassino profissional, filme pelo qual foi indicado ao Globo de Ouro de melhor actor em comédia ou musical.
Entre seus últimos projetos de actor e produtor estão a continuação de Thomas Crown - A Arte do Crime e a versão para o cinema do musical da banda sueca ABBA, Mamma Mia!, com Meryl Streep. Em 2007 viveu um psicótico que atormenta um casal em Butterfly on a Wheel (Encurralados) e também interpretou o personagem Quíron na adaptação do primeiro livro da série Percy Jackson e os Olimpianos, que estreou em 12 de fevereiro de 2010.

## Vida pessoal
Brosnan se casou pela segunda vez com a jornalista Keely Shaye Smith, após ter ficado viúvo da atriz australiana Cassandra Harris, falecida de câncer de ovário em 1991, e tem cinco filhos. Sua filha Charlotte faleceu em 2 de julho de 2013, vítima do mesmo tipo de câncer que vitimou sua mãe.
Naturalizado norte‐americano desde 2004, mas retendo a cidadania irlandesa por vontade própria, vive hoje com a família em Malibu, na Califórnia, possuindo ainda duas residências, no Havaí e em Dublin, Irlanda.
Eleitor de John Kerry à presidência dos Estados Unidos e ativista a favor do controle de armas e casamento entre pessoas do mesmo sexo, Brosnan foi condecorado em julho de 2003 pela rainha Elizabeth II com uma OBE (Ordem do Império Britânico) honorária, por sua contribuição à indústria do cinema da Grã-Bretanha. É, também membro do grupo ambientalista Sea Shepherd Conservation Society e segue a alimentação vegetariana por amor e respeito aos animais.
Em setembro de 2019, os Brosnans gastaram 2,4 milhões de dólares de património líquido total de 200 milhões de dólares numa casa relativamente modesta em Santa Monica, Califórnia.
Assiste à Missa mas também adere a outras crenças espirituais, afirmando em 2008 que adora "os ensinamentos da filosofia budista", a que se referiu como a sua "própria fé privada". Ele elaborou: "Eu não prego, mas é uma fé que é um conforto para mim quando a noite é longa".